# Willi Keim
Willi Keim (* 31. Juli 1927 in Offenbach am Main; † 15. Juli 2015 in Hainburg) war ein deutscher Fußballspieler, der den Großteil seiner Karriere bei Kickers Offenbach (OFC) verbrachte. Mit dem Team vom Stadion am Bieberer Berg war er erstmals im Jahr 1944 als Meister der Gauliga Hessen-Nassau in der Endrunde um die deutsche Fußballmeisterschaft zum Einsatz gekommen. Von 1945 bis 1959 hat der Mittelfeldspieler – überwiegend als Außenläufer im damals praktizierten WM-System eingesetzte Fußballer – für den OFC 338 Ligaspiele in der damals erstklassigen Fußball-Oberliga Süd absolviert und dabei sieben Tore erzielt. Er gewann unter Trainer Paul Oßwald in den Jahren 1949 und 1955 die süddeutsche Meisterschaft und kam insgesamt in den Endrunden um die deutsche Fußballmeisterschaft von 1944 bis 1959 in 24 Spielen zum Einsatz. Keim gehörte auch den Offenbacher Endspielteams um die deutsche Fußballmeisterschaft der Jahre 1950 und 1959  gegen den VfB Stuttgart (1:2) beziehungsweise Eintracht Frankfurt (3:5 n. V.) an. Hinter Gerhard Kaufhold (396-112) nimmt er den zweiten Rang in der Rekordliste der Offenbacher Oberligaspieler ein.

## Kickers Offenbach, 1940–1959

### Gauliga, bis 1944
Der gelernte Feintäschner (Portefeuiller) debütierte während des Zweiten Weltkriegs im September 1943 bei einem Spiel in Hanau in der 1. Mannschaft von Offenbach. Mit 17 Jahren wurde er zum Reichsarbeitsdienst nach Hagenau in den Elsass eingezogen. Trotzdem kam der Jugendliche am 16. April 1944 im Rahmen der Endrunde um die deutsche Fußballmeisterschaft erstmals zum Einsatz: Offenbach verlor mit Rechtsaußen Keim mit 2:4 gegen Gastgeber FC 93 Mülhausen, in dessen Reihen Kriegsgastspieler August Klingler vom FV Daxlanden zwei Tore erzielte. Er war kurze Zeit im Gefangenenlager in Kreuznach, konnte aber seinen 18. Geburtstag am 31. Juli 1945 wieder in Offenbach feiern.

### Oberliga Süd, 1945 bis 1959
Nach Ende des Zweiten Weltkriegs spielte bereits im Oktober 1945 eine Offenbacher Stadtauswahl in Gießen und verlor mit 2:4. Zu den Spielern gehörten auch Willi Keim und Erich Nowotny von Kickers Offenbach. Unter Trainer Rudolf Keller und mit Spielern wie Fred Patzl (Torhüter), Heini Abt, Ferdi Emberger, Erich Nowotny, Fred Harthaus, Heinz „Knorze“ Kaster, Anton Picard, Heinrich Keller, Emil Maier, Ludwig Mohler, Willi Weber und Karl Göhlich belegte Offenbach 1945/46 mit 24:36 Punkten in der Debütsaison der Oberliga Süd den 12. Rang. Frühe Heimkehrer aus der Gefangenschaft veränderten fortlaufend das Mannschaftsbild und so kam es, dass der OFC in dieser Runde etwa 33 Spieler zum Einsatz brachte.
Als die Trainerära von Paul Oßwald auf dem Bieberer Berg in der Saison 1946/47 begann und Kurt Schreiner die Offensive verstärkte, verbesserte sich das Team auf den fünften Rang. Die Läuferreihe formierte sich häufig mit Ludwig Mohler, Nowotny und Keim. In den beiden Derbys gegen Eintracht Frankfurt (17. November 1946, 1:1; 21. April 1947, 1:2) lief Keim jeweils als linker Außenläufer auf.
In der dritten Oberligasaison, 1947/48, spielte Anton Picard eine herausragende Runde: In 34 Ligaspielen erzielte er 19 Tore, obwohl die Kickerself lediglich den neunten Rang erreichte und Keim 35 Ligaeinsätze absolvierte. Beide Spieler waren auch beim 5:3-Auswärtserfolg am 7. März 1948 bei Eintracht Frankfurt vor 35.000 Zuschauern für Offenbach aktiv, als beim Spielstand von 0:5 für den OFC zur Halbzeit gepfiffen wurde. In dieser Zeit, die Währungsreform trat am 20. Juni 1948 in Kraft, waren Rodgau-Touren zur Beschaffung von Speck, Schinken, Eiern und Kartoffel gegen Auftritte der Kickers-Elf noch an der Tagesordnung.
Beim Titelgewinn mit dem OFC in der Oberliga Süd in der Spielzeit 1948/49 war Keim in 28 (1 Tor) von 30 Ligaspielen aufgelaufen. Jetzt stürmte wieder der von Fulda zurückgekehrte Emil Maier  als Mittelstürmer beim OFC. Offenbach gewann nicht nur die Meisterschaft in der Oberliga Süd mit elf Punkten Vorsprung, das Team hatte auch die meisten (79) Tore geschossen und die wenigsten (29) erhalten. Die beiden Derbys gegen Eintracht Frankfurt wurden mit 3:1 beziehungsweise 5:0 gewonnen. Die Abwehr formierte sich überwiegend mit Torhüter Schepper, dem Verteidigerpaar Keller und Picard, sowie mit der Läuferreihe Emberger, Nowotny und Keim. Nach der Vorrunde führte das Oßwald-Team die Tabelle mit 28:2 Punkten an, verlor dann aber am 18. Spieltag, den 6. Februar 1949, das Auswärtsspiel ohne den verhinderten Keim beim 1. FC Nürnberg sensationell hoch mit 1:8. In der Endrunde um die deutsche Fußballmeisterschaft 1949 scheiterte Keim mit seinen Kollegen am 26. Juni 1949 in der Schalker Glückauf-Kampfbahn vor 55.000 Zuschauer im Halbfinale nach einer 1:2-Niederlage am Vizemeister der Oberliga Süd, den VfR Mannheim. Als das Spiel am 9. Juli 1949 in Koblenz gegen den 1. FC Kaiserslautern um den 3. Platz mit 1:2 nach Verlängerung verloren wurde, hatte es Keim dabei in erster Linie mit Fritz Walter, dem Spielmacher der „Roten Teufel“, zu tun gehabt.
Als Titelverteidiger der Oberliga Süd musste sich Offenbach 1949/50 mit dem dritten Rang begnügen; dieser reichte aber zum erneuten Einzug in die Endrunde, da diese 1950 mit 16 Vereinen ausgetragen wurde. In der Endrunde bildeten Schreiner, Picard und Keim die spieltragende Läuferreihe. Nach dem Auftakterfolg mit 3:1 gegen Tennis Borussia Berlin hatte der Süddritte am 4. Mai in Düsseldorf gegen den Hamburger SV anzutreten. In der Halbzeit führte das Team um Jupp Posipal mit 2:0. In der 88. Minute entschied der als linker Verbinder eingesetzte Weber mit einem Treffer zum 3:2 das Spiel für die Hessen. Im Halbfinale gegen Preußen Dellbrück benötigte Offenbach ein Wiederholungsspiel (3:0) um in das Endspiel, das am 25. Juni 1950 gegen den Südvizemeister VfB Stuttgart in Berlin ausgetragen wurde, einzuziehen. Die Schützlinge von Trainer Georg Wurzer setzten sich vor 90.000 Zuschauern im Olympiastadion mit 2:1 Toren gegen Offenbach durch. Mit einer 2:0-Führung für Stuttgart war man in die Halbzeit gegangen. Im zweiten Spielabschnitt setzte der OFC alles auf eine Karte. Erfolgreich, denn schon zwei Minuten nach dem Wiederbeginn konnte Buhtz zum 1:2-Anschluss verkürzen. Anschließend drängten die Offenbacher ihren Gegner völlig in dessen Hälfte. Doch das Schwabenbollwerk mit dem überragenden Torhüter Otto Schmid verhinderte weitere Treffer der Elf vom Bieberer Berg.
Im Jahr nach der Finalteilnahme, 1950/51, konnte Offenbach nicht an die Leistung der zwei vorherigen Jahre anknüpfen und musste sich mit 32:36 Punkten mit dem 10. Tabellenrang begnügen. In den nächsten drei Jahren gehörten Keim und Kollegen wieder mit den Plätzen 3. (1952), 6. (1953) und nochmals 3. (1954) der Spitzengruppe in Süddeutschland an. Keim, die Zuverlässigkeit in Person, stand Jahr für Jahr in der Stammformation. In der Saison 1954/55 gelang die Verbesserung und erneut der Gewinn der Südmeisterschaft. In der Endrunde um die Fußballmeisterschaft war Keim in allen sechs Spielen gegen die Konkurrenten Wormatia Worms, Rot-Weiss Essen und Bremerhaven 93 zum Einsatz. Vom Ergebnis und dem Abschneiden her, verliefen die Gruppenspiele aber nicht erfolgreich: Mit lediglich 4:8 Punkten belegte der OFC hinter Rot-Weiss Essen (10:2) und TuS Bremerhaven 93 (6:6) den 3. Rang. In beiden Spielen setzte sich der Westmeister aus Essen durch (3:1, 4:1), dabei im Hinspiel am 19. Mai im Frankfurter Waldstadion vor 80.000 Zuschauern, und deutete dabei bereits an, dass der Titelgewinn für Helmut Rahn, August Gottschalk und Bernhard Termath im Bereich des Möglichen lag. Zuvor waren Offenbach und Keim im DFB-Pokal am 7. April 1955 nach einer 1:2-Niederlage beim FC Schalke 04 im Halbfinale ausgeschieden.
Den nächsten Endrundeneinzug erreichte Keim mit dem OFC als Südvizemeister der Saison 1956/57. Die Runde wurde verkürzt in einer einfachen Runde auf neutralen Plätzen ausgetragen und Keim kam in den drei Spielen gegen den amtierenden deutschen Meister Borussia Dortmund (1:2), Hertha BSC (3:1) und 1. FC Kaiserslautern (4:1) zum Einsatz. Hinter Dortmund belegte Offenbach den 2. Rang. Als sein Verein in der Saison 1958/59 erneut im Süden auf dem 2. Rang einkam, hatte Keim lediglich am 15. Februar 1959, bei einer 1:2-Niederlage beim 1. FC Nürnberg, ein Ligaspiel bestritten. In die Endrunde startete Offenbach am 16. Mai mit einem 3:2-Heimerfolg gegen den Hamburger SV und am 23. Mai beim 2:2-Auswärtsremis gegen Tasmania 1900 Berlin noch ohne Keim, ehe der Routinier im dritten Gruppenspiel am 30. Mai gegen Westfalia Herne in Dortmund erstmals zum Einsatz kam. Der OFC setzte sich mit 4:1 gegen das Team um Nationaltorhüter Hans Tilkowski durch und gewann auch das Rückspiel mit 2:1. Im Finale am 28. Juni 1959 im Berliner Olympiastadion bildete er zusammen mit Ernst Wade an der Seite von Ersatzstopper Heinz Lichtl die Läuferreihe, da der etatmäßige Abwehrchef Helmut Sattler nach dem 3:2-Heimerfolg gegen Tasmania 1900 gesperrt war. Frankfurt gewann mit 5:3 nach Verlängerung die deutsche Meisterschaft.

## Beruf und Trainer
Keim, ursprünglich Portefeuiller in der damals noch stark von der Lederindustrie mitgeprägten Stadt Offenbach, war Jahrzehnte bis zu seiner Pensionierung im Offenbacher Versicherungsamt tätig. Ab der Runde 1958/59 übernahm er die Trainingsleitung beim 1. FC Langen in der 1. Amateurliga Hessen, zudem hatte er auch beim FV Sprendlingen, der Spvgg. 03 Neu-Isenburg und dem 1. FC Hochstadt das Traineramt inne. Später war er als Co-Trainer wie auch als Jugendtrainer beim OFC im Einsatz.